# Gymnogeophagus caaguazuensis
Gymnogeophagus caaguazuensis är en fiskart som beskrevs av Wolfgang Staeck 2006. Gymnogeophagus caaguazuensis ingår i släktet Gymnogeophagus och familjen Cichlidae. Inga underarter finns listade i Catalogue of Life.